# Judendorf (Magdeburg)
Das Judendorf war eine jüdische Siedlung vor Altstadt Magdeburg.

## Lage
Das Judendorf lag im Siedlungsgebiet südlich der Magdeburger Altstadt und bildete zusammen mit drei weiteren Siedlungen die Sudenburg. Das Judendorf lag elbseitig, südlich angrenzend an die Domherrensiedlung Pralenberg. Westlich angrenzend lag das eigentliche Sudenburg. Es erstreckte sich von der Magdeburger Stadtmauer, bis etwa zum heutigen Hasselbachplatz. Südlich vorgelagert lag der Flecken Sankt Michael, durch eine Steinmauer von den drei anderen Siedlungen abgetrennt. Aus heutiger Sicht lag das Judendorf etwa zwischen Leibnizstraße und Elbe, Einstein- und Haeckelstraße. Das Abrahamstor, das Richtung Elbe aus der Siedlung führte, bot den jüdischen Bewohnern einen eigenen Zugang. Der jüdische Friedhof lag südöstlich der Siedlung, hinter dem zum Kloster Berge gehörenden Dorf Buckau, an der Elbe.

## Geschichte
Die jüdische Siedlung ist die älteste südliche Vorstadtsiedlung Magdeburgs und wurde im 9. oder 10. Jahrhundert gegründet. Sie unterstand erst den deutschen Kaisern und ging nach Gründung des Erzbistums Magdeburg in dessen Besitz über. Eine urkundliche Erwähnung gibt es aus dem Jahr 979, in der sich der Magdeburger Erzbischof die Jurisdiktion über das Judendorf vom Kaiser Otto II. bestätigen ließ.

Der jüdische Friedhof ist erstmals 1312 urkundlich bezeugt, er wurde in diesem Jahr und noch einmal 1383 vergrößert.

Im Zuge einer Belagerung Magdeburgs im Jahre 1213 durch Truppen des Kaisers Otto IV. wurde wie die anderen Vorstadtsiedlungen auch das Judendorf komplett verwüstet, danach neu errichtet.
In der Folgezeit kam es immer wieder zu Zwischenfällen und Verfolgungen:

1261 ließ der Erzbischof Rubertus (Ruprecht, 1260–1266) aus fadenscheinigen Gründen die reichsten Juden festsetzen, um Lösegeld für seine klammen Kassen zu erpressen. Zusätzlich wurden dann auch noch ihre Häuser geplündert und all ihre Wertsachen geraubt. 

1301, am Mittwoch nach Ostern, fielen die Magdeburger Bürger über das Judendorf her, plünderten es und ermordeten viele der Bewohner. Eine bei einem Juden dienende christliche Magd hatte ausgesagt, „dass die Juden sich das Bild eines Gekreuzigten gemacht und Christum in diesem Bilde gleichfalls noch einmal gekreuzigt hätten“.
1349 erreichte die 1348 in Florenz ausgebrochene Pest auch Magdeburg. Für die Seuche machte man die Juden verantwortlich. Sie sollen die Seuche angeblich durch Vergiftung von Quellen und Brunnen sowie durch andere böse Mittel hervorgerufen haben. Der „fanatische Pöbel“ fiel über das Judendorf her, plünderte es und verbrannte die Häuser samt deren Bewohner. 

1357 brach die Pest erneut aus. Wieder wurden die Juden dafür verantwortlich gemacht und verfolgt. 

1384 wurden einige Juden, die sich unter zugesichertem sicherem Geleit auf dem Rückweg von einem Fest in Weißenfels befanden, von räuberischen Edelleuten des Erzstifts überfallen, misshandelt und ausgeraubt. Ihre Klagen wegen der Verletzung des ihnen zugesicherten Schutzes wurden verlacht und ihnen gesagt, dass sie als Feinde der Kirche nicht unter das Gesetz fallen.

Im gleichen Jahr legte man ihnen wieder einmal die „große Sterblichkeit“ in Magdeburg zur Last, überfiel das Judendorf, plünderte es und verjagte die Einwohner. Im folgenden Jahr kamen diese zurück und mussten, für die Erlaubnis das Judendorf wieder bewohnen zu dürfen, dem Erzbischof 1000 und der Stadt Magdeburg 500 Mark Silbers bezahlen. 

1493 veranlasste Ernst, Erzbischof von Magdeburg, die Vertreibung der Juden. Viele Klagen der Magdeburger brachten ihn gegen die Juden auf. Die Dorfbevölkerung bestand aus über 1400 Personen, die aus dem Gebiet des Erzstifts verwiesen wurden. Die jüdischen Bewohner durften aber ihre bewegliche Habe mitnehmen und wurden auch für ihre Grundstücke entschädigt, die der Rat von Sudenburg den Besitzern auf Befehl des Erzbischofs abkaufen musste. Die Synagoge wurde in eine Marienkapelle umgewandelt, die Siedlung in Mariendorf umbenannt und der Landstadt Sudenburg zugeschlagen.
Nach der Vertreibung wurde der Friedhof zunächst Sudenburg zugesprochen, später das Gelände mit dem Kloster Berge aufgeteilt, zerstört und in einen Acker umgewandelt. Die Grabsteine mit hebräischer Schrift wurden verwendet, um Straßen und Häuser zu bauen.